# Eucereon betzi
Eucereon betzi là một loài bướm đêm thuộc phân họ Arctiinae, họ Erebidae.